# Grodås

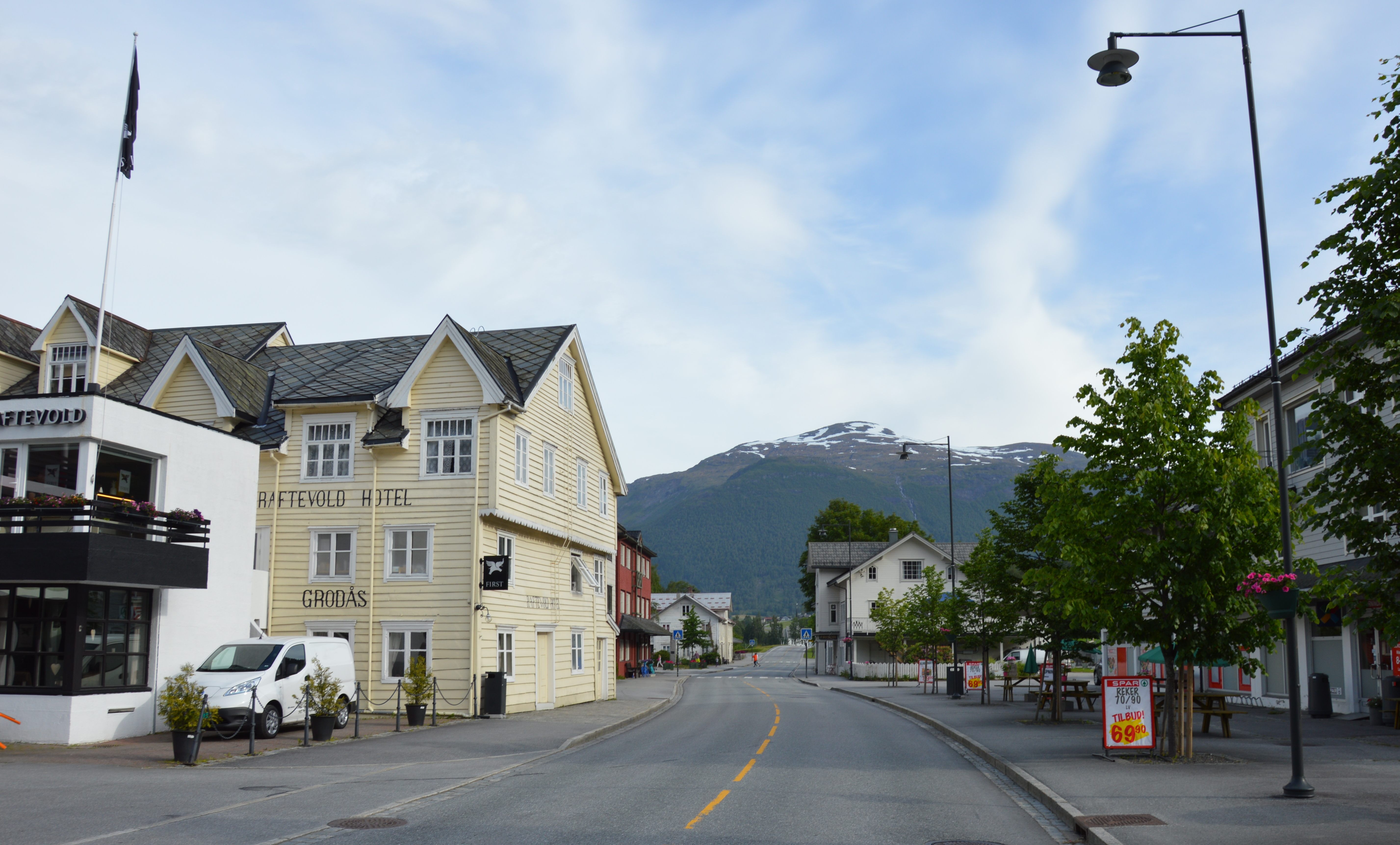
Straße durch Grodås, 2017

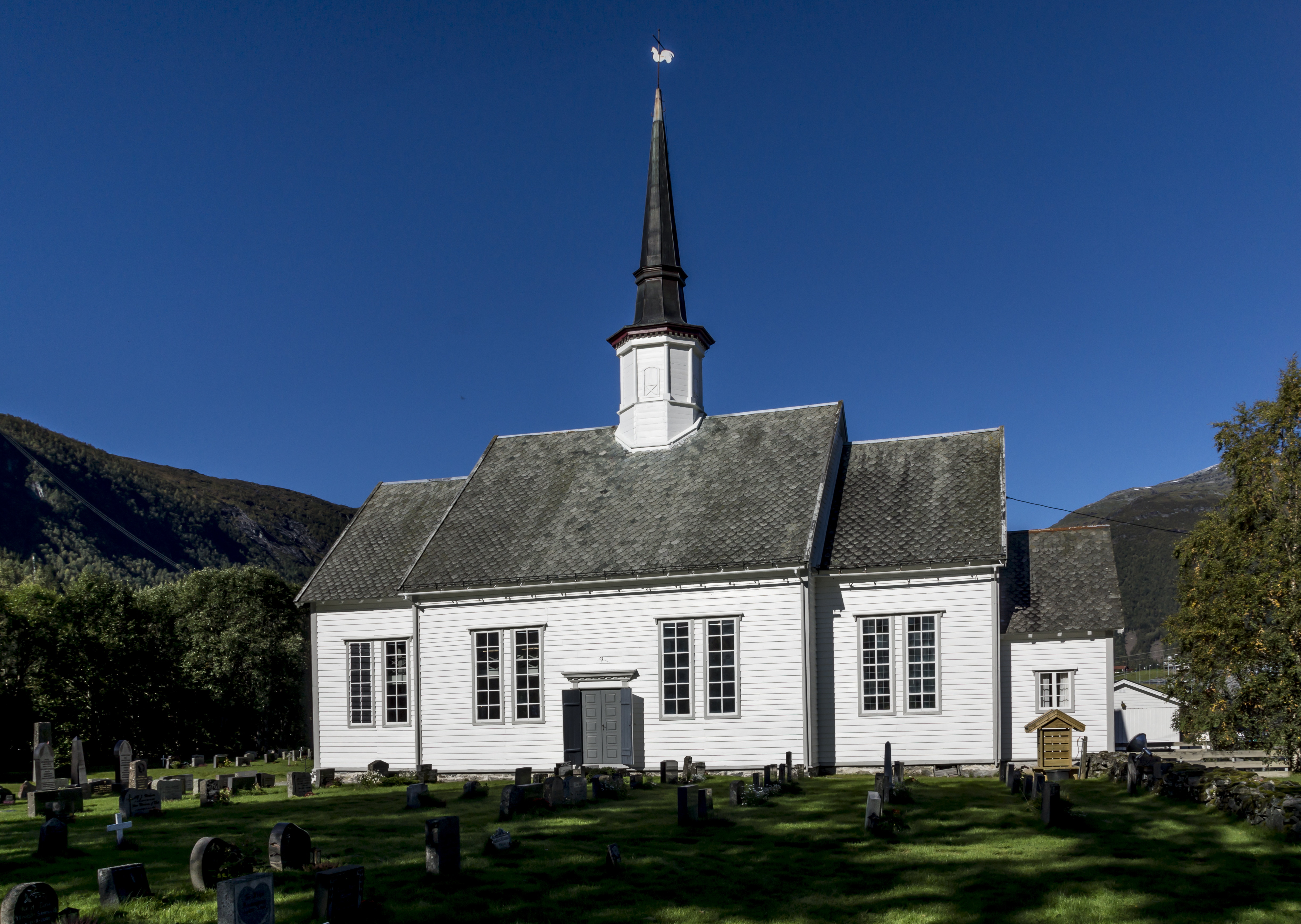
Kirche von Hornindal, 2013

Grodås ist ein Ort in der norwegischen Kommune Volda im Fylke Møre og Romsdal. Bis zum 1. Januar 2020 war er das Zentrum der Kommune Hornindal in der Provinz Sogn og Fjordane, die dann mit Volda fusionierte. Grodås wird als Tettsted geführt.
Der Ort hat 483 Einwohner und umfasst eine Fläche von 0,6 km² (Stand 2016). Die Bevölkerungszahl ist dabei in jüngerer Zeit gestiegen. Im Jahr 2000 betrug sie noch 294 und war bis 2011 auf 389 Personen angewachsen.
Grodås liegt am Ostufer des Hornindalsvatnet, des tiefsten Sees Europas. In den See mündet hier der Fluss Kvitla. Durch den Ort führt die Europastraße 39, nördlich von Grodås zweigt der Fylkesvei 60 in nordöstliche Richtung nach Hellesylt ab. 1993 wurde im Ort das Denkmal Steinstolpen på Grodås errichtet, das an den Bau der ersten Telefonleitungen 1893 erinnert.
Am Nordrand des Orts liegt die Kirche von Hornindal, im südlichen Teil befindet sich das Kunstmuseum Anders-Svor-Museum, in dem 450 Werke des Bildhauers Anders Svor (1864–1929) ausgestellt werden.
In Grodås bestehen Betriebe der Holz- und Möbelindustrie, so ein Werk des Möbelproduzenten Ekornes. Außerdem spielt der Tourismus eine Rolle. Im Ort gibt es Einzelhandels- und Beherbergungsbetriebe.